# Oswaldo Moncayo
Oswaldo Moncayo (Riobamba, 10 de septiembre de 1923 - Quito, 4 de abril de 1984) fue un pintor ecuatoriano. 

## Trayectoria
Moncayo (O. Moncayo) nació en Riobamba, Ecuador. De niño se mudó a la ciudad de Quito, donde aprendió el arte de la pintura al óleo. Comenzó a pintar de niño y se convirtió en maestro cuando era un adolescente. 
La obra de Moncayo es realista y se distingue por la armonía de elementos y colores, y por la perfección de sus minúsculos detalles.  Los paisajes y paisajes marinos ecuatorianos fueron los temas principales de sus pinturas. En menor escala, el artista también pintó otros temas como caballos, naturalezas muertas y escenas coloniales. Sus pinturas capturan costumbres, flora, fauna y paisajes que han ido cambiando a través del tiempo y la modernidad. Además de su belleza y valor artístico, las pinturas de Moncayo constituyen un legado de la cultura y la historia del pueblo ecuatoriano. Las obras de arte de Moncayo han sido aclamadas y demandadas internacionalmente. Sus pinturas pertenecen principalmente a museos, galerías y colecciones privadas en Ecuador, Venezuela y Estados Unidos. 
Oswaldo Moncayo murió en Quito a la edad de 60 años. 